# Урбах, Эрих
Эрих Урбах (нем. Erich Urbach; 29 июля 1893, Прага, Австро-Венгрия — 17 декабря 1946, Филадельфия, Пенсильвания, США) — австрийский и американский учёный-дерматолог и аллерголог. Доктор медицины (1919).

## Биография
Родился в Праге в еврейской семье. До начала Первой мировой войны два года учился в медицинском училище Венского университета.
Участник Первой мировой войны, в чине лейтенанта австрийской армии находился на фронте. Входил в состав хирургической группы, работающей под руководством профессора Антона фон Айсельсберга. Был награждён за храбрость.
В 1919 году получил докторскую степень в Венском университете. Работал в отделениях терапевтической медицины и дерматологии венской больницы, а также в кожно-дерматологической клинике в Бреслау, где он был помощником Йозефа Ядассона, которого считал своим учителем.
В 1929 году — доцент Венского университета. Впоследствии был помощником главного врача кожной клиники Вильгельма Керля.
С 1936 по 1938 год — главный врач отделения дерматологии в Merchant’s Hospital в Вене. В 1924—1934 годах жил в Вене по улице Gonzagagasse 12, затем в районе Schottenring. В 1938 году, после аншлюса, чтобы избежать преследований нацистов, эмигрировал в Соединённые Штаты.
В США работал на кафедре дерматологии Университета Пенсильвании. С 1939 года возглавлял отдел аллергии в Еврейской больнице в Филадельфии.

## Семья
Жена (с 1924 года) — Йозефа Мария Вильгемина Кронштейн (1895—1981).

## Научная деятельность
Исследовал роль аллергии в патогенезе кожных заболеваний.
Совместно Камилло Вите в 1929 году описал редкое рецессивное генетическое заболевание, патологию кожи и слизистых оболочек при нарушении липидного и белкового обмена, названное их именами Болезнь Урбаха — Вите .
Его книга «Hautkrankheiten und Ernährung mit Berücksichtigung der Dermatosen des Kindesalters» была переведена на английский язык и опубликована в 1932 году под названием «Кожные заболевания и питание, включая дерматозы детей». Опубликовал популярную книгу «Аллергия».
С его именем связаны
- Болезнь Оппенгейма — Урбаха
- Метод Урбаха — Кёнигштейна
- Болезнь Урбаха — Вите